# 1445年
| 千纪： | 2千纪 |
| 世纪： | 14世纪 \| 15世纪 \| 16世纪                                                                                 |
| 年代： | 1410年代 \| 1420年代 \| 1430年代 \| 1440年代 \| 1450年代 \| 1460年代 \| 1470年代                           |
| 年份： | 1440年 \| 1441年 \| 1442年 \| 1443年 \| 1444年 \| 1445年 \| 1446年 \| 1447年 \| 1448年 \| 1449年 \| 1450年 |
| 纪年： | 乙丑年（牛年）；明正统十年；越南大和三年；日本文安二年                                                     |

## 大事记
- 《正統道藏》編成，共5305卷。
- 葡萄牙航海家努諾·特里斯唐越過撒哈拉沙漠抵達幾內亞。
- 莫斯科大公瓦西里二世被喀山汗國打敗並被俘，叔父尤里·德米特里耶維奇的次子德米特里·舍米亞卡乘機奪取了莫斯科。

## 出生
- 3月1日——桑德罗·波提切利，欧洲文艺复兴早期的佛罗伦萨画派艺术家。

## 逝世
- 聖女貞德5月30日(1426年出生)